# Горное (Луганская область)
Го́рное (укр. Гірне, встречается вариант Горный) — посёлок в Луганской области.
Подчинён Краснодонскому городскому совету. Входит в состав Энгельсовского поселкового совета.

## Географическое положение
Посёлок расположен на реке под названием Большая Каменка. Примыкает с северо-западной стороны к пгт. Новоалександровка Краснодонского района. К северу от посёлка располагается центр поссовета, пгт. Энгельсово. Также с посёлком соседствуют: посёлки Верхняя Краснянка, Большой Лог (оба выше по течению Большой Каменки) на западе, Краснодон, Широкое, Светличное на северо-западе, Мирное, Таловое, Новосемейкино на северо-востоке, Орджоникидзе и сёла Верхнешевыревка (ниже по течению Большой Каменки) на востоке, посёлок Радгоспный на юго-востоке, село Дубовка на юге.

## История
В январе 1989 года численность населения составляла 505 человек.
На 1 января 2013 года численность населения составляла 52 человека.
С весны 2014 года в составе Луганской Народной Республики.

## Местный совет
94433, Луганская обл., Краснодонский городской совет, пгт. Энгельсово, ул. К. Маркса, д. 13